# Inger Björkbom
Britt Inger Björkbom (* 6. November 1961 in Sveg) ist eine frühere schwedische Biathletin.
Inger Björkbom gehörte mit Läuferinnen wie Eva Korpela, Mia Stadig, Sabine Karlsson und Anna Hermansson zur ersten Generation schwedischer Biathletinnen, die mit sowjetischen, norwegischen und teilweise auch finnischen Athletinnen die Weltspitze von der Einführung der Weltmeisterschaften 1984 bis zu den ersten Olympischen Winterspielen, an denen 1992 in Albertville auch weibliche Starterinnen teilnehmen durften, mithalten konnten. Sie startete für Biathlon Östersund IF.
Björkbom nahm 1986 im heimischen Falun erstmals an Weltmeisterschaften teil und gewann dort mit Eva Korpela und Sabine Karlsson hinter der zu der Zeit übermächtigen sowjetischen Staffel die Silbermedaille. Auch im Einzel erreichte sie als Zehntplatzierte die Top Ten, im Sprint kam die Schwedin auf den 16. Platz. Ein Jahr später konnte sie in Lahti die Silbermedaille hinter der Sowjetunion und erneut vor Norwegen verteidigen. Björkbom ging als Startläuferin ins Rennen, ihr folgten Mia Stadig und Eva Korpela. Im Einzel wurde sie 29. 1988 platzierten sich in Chamonix die Norwegerinnen vor den Schwedinnen, die somit Drittplatzierte in der Besetzung des Vorjahres wurden. Weniger erfolgreich verliefen die Weltmeisterschaften 1989 in Feistritz, wo erstmals Männer und Frauen gemeinsam ihre Weltmeisterschaften austrugen. Björkbom wurde im Sprint 17. sowie im Einzel 21. Im Staffelrennen kam sie mit Sabine Karlsson und Mia Stadig nach drei erfolgreichen Jahren in den Medaillenrängen nur auf Platz sieben. Um einen Rang besser platzierte sie sich mit Karlsson, Anna Hermansson und Stadig im erstmals ausgetragenen Mannschaftswettbewerb. Bei der aus Witterungsgründen neben Minsk auch in Oslo ausgetragenen Weltmeisterschaften 1990 verpasste Björkbom gegen Petra Schaaf als Viertplatzierte um einen Rang eine Einzelmedaille. Im Sprint wurde sie 19. und verpasste im Staffelrennen mit Stadig und Hermansson als Fünftplatzierte wiederum eine Medaille. Die Welttitelkämpfe 1991 in Lahti wurden zu den letzten Weltmeisterschaften der Schwedin. Im Einzel erreichte sie Rang 12 und wurde mit Carolin Hilden sowie den Zwillingen Catarina und Christina Eklund Fünfte im Mannschaftsrennen. Zum Karrierehöhepunkt wurde die Teilnahme an den erstmals ausgetragenen olympischen Biathlonwettbewerben für Frauen in Albertville. Auf den Strecken von Les Saisies wurde sie im Sprintrennen 26., kam in Einzel auf Rang 12 und wurde mit Christina Eklund und Mia Stadig Staffel-Sechste. Im Weltcup konnte sie Top-Ten-Platzierungen erreichen. Nach den Spielen beendete sie ihre Karriere.

## Biathlon-Weltcup-Platzierungen
Die Tabelle zeigt alle Platzierungen (je nach Austragungsjahr einschließlich Olympische Spiele und Weltmeisterschaften).
- 1.–3. Platz: Anzahl der Podiumsplatzierungen
- Top 10: Anzahl der Platzierungen unter den ersten zehn (einschließlich Podium)
- Punkteränge: Anzahl der Platzierungen innerhalb der Punkteränge (einschließlich Podium und Top 10)
- Starts: Anzahl gelaufener Rennen in der jeweiligen Disziplin
- Staffel: inklusive Mixed-Staffel

| Platzierung                                                                                     | Einzel | Sprint | Verfolgung | Massenstart | Team | Staffel | Gesamt |
| ----------------------------------------------------------------------------------------------- | ------ | ------ | ---------- | ----------- | ---- | ------- | ------ |
| 1. Platz                                                                                        |        |        |            |             |      |         |        |
| 2. Platz                                                                                        |        |        |            |             |      | 2       | 2      |
| 3. Platz                                                                                        |        |        |            |             |      | 1       | 1      |
| Top 10                                                                                          | 2      | 1      |            |             | 2    | 6       | 11     |
| Punkteränge                                                                                     | 5      | 4      |            |             | 2    | 6       | 17     |
| Starts                                                                                          | 6      | 5      |            |             | 2    | 6       | 19     |
| Stand: Karriereende, inklusive Olympischer Spiele und Weltmeisterschaften, Daten nicht komplett |        |        |            |             |      |         |        |